# Siège social
Siège social (af fransk) er et begreb i folkeretten til bestemmelse af nationaliteten af transnationale selskaber. Det er hovedsageligt baseret på "egentlig nationalitet" i modsætning til "tilsyneladende nationalitet". Tilsyneladende nationalitet angiver den location som selskabet har angivet som oprindelse og hvor det er indgået, mens den "egentlig nationalitet" kræver en egentlig forbindelse til selskabets aktiviteter. Det beskriver nationaliteten baseret på hvor selskabets primære aktiviteter foregår eller hvor selskabets ejere bor.